# Erneuerbare Wärme

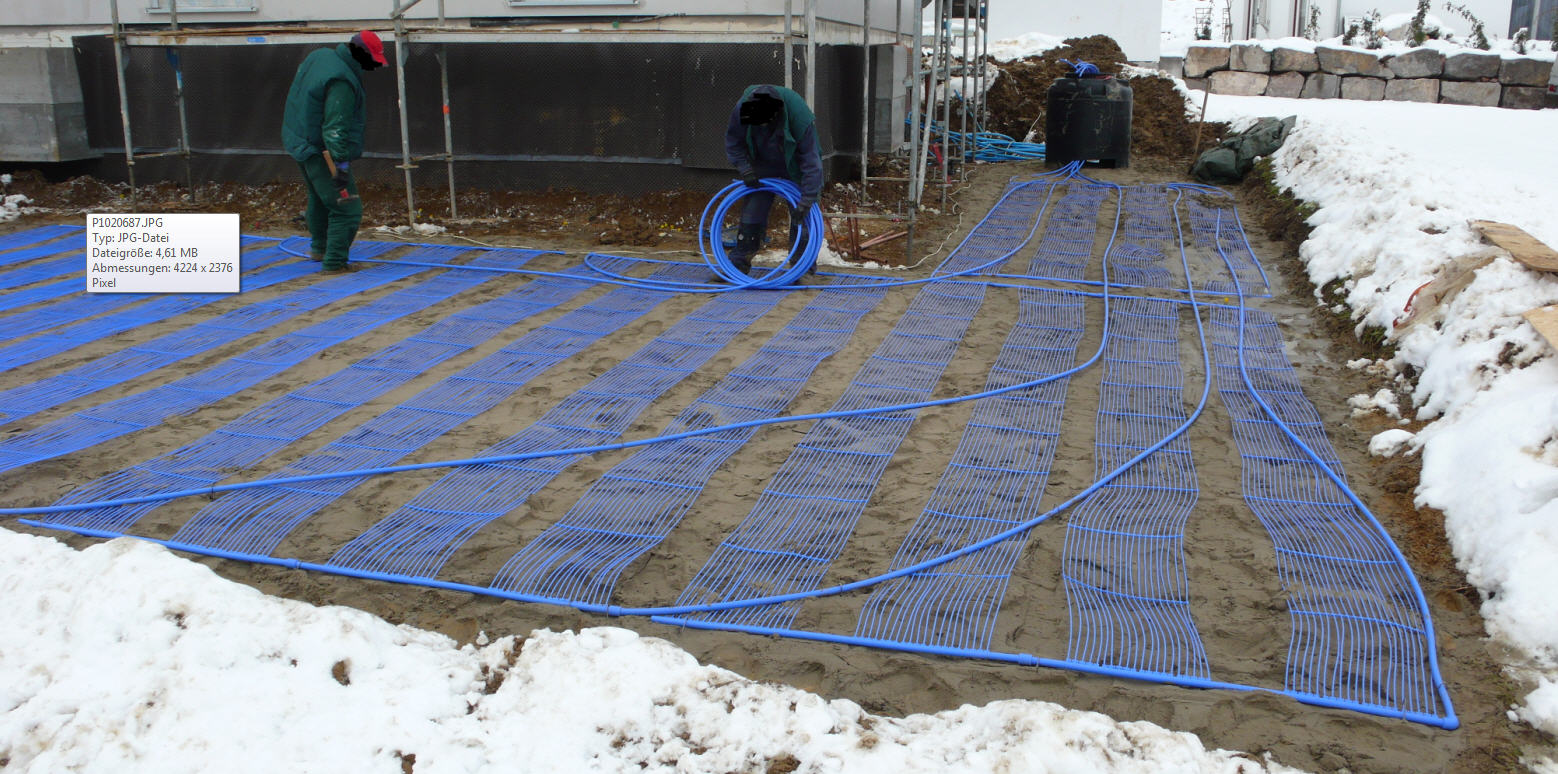
Verlegung eines Erdwärmekollektors für eine Wärmepumpenheizung

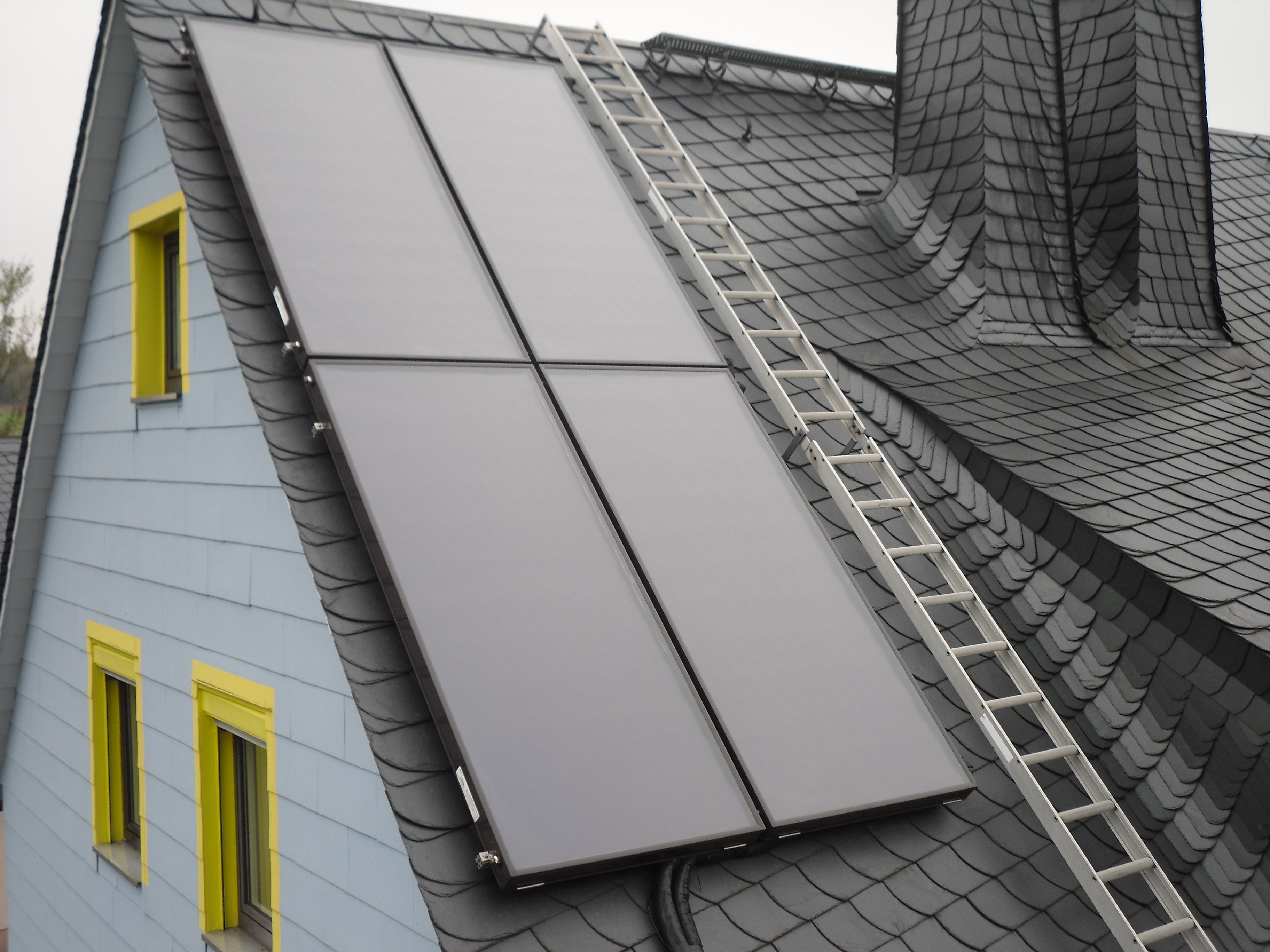
Solarkollektoren auf einem Hausdach

Als erneuerbare Wärme – auch „regenerative Wärme“ genannt – bezeichnet man im Volksmund die Wärme für Heizen, Kühlen und Warmwasserbereitung, die durch erneuerbare Energien wie Geothermie, Solarthermie oder Bioenergie gewonnen wird. Zudem wird die indirekte Nutzung der Sonnenenergie durch Solararchitektur hinzugezählt. Technisch kann man dafür einen präziseren Terminus wie EE-Input-Konversionswärme benutzen. Das Kürzel „EE“ steht dabei für „Erneuerbare Energien“.
Die Umstellung der traditionellen Wärmeversorgung von fossilen Energieträgern wie Kohle, Erdöl und Erdgas auf erneuerbare Energien ist Teil der politisch angestrebten Energiewende hinsichtlich technischer Wärmeanwendungen und wird, fokussiert auf diesen Teilbereich, auch als „Wärmewende“ bezeichnet. Ein wichtiger Bestandteil der Wärmewende ist die Verteilung der aus erneuerbaren Energien gewonnenen Heizwärme zu den Verbrauchsstationen, auch über größere Entfernungen mittels Wärmenetzen.

## Entwicklung
Der Wärmesektor benötigt ca. 40 Prozent des Gesamtenergieverbrauchs und verursacht ca. 20 Prozent der CO2-Emissionen in Deutschland. Der flächenspezifische Heizenergiebedarf von Mehrfamilienhäusern sank dabei zwischen 2003 und 2013 um 16 Prozent, während jedoch aufgrund Flächenvergrößerungen der absolute Heizenergiebedarf insgesamt nur um 9,7 Prozent sank und seit 2008 aufgrund nachlassender Effizienzgewinne konstant blieb. Gleichzeitig ist die Heizkostenbelastung der Haushalte gestiegen, da der Anstieg der Öl- und Gaspreise schneller voranschritt als die Einsparerfolge.
In der Forschungsliteratur wird zunehmend die Auffassung vertreten, dass eine Dekarbonisierung der Stromerzeugung, der eine Elektrifizierung nahezu aller Sektoren des Energiesystems folgt, die günstigste Lösung für ein nachhaltiges, klimafreundliches Energiesystem sein wird. Im Wärmesektor lassen sich dabei über Wärmepumpenheizungen gleichzeitig große Effizienzgewinne erzielen. Als weiteres wichtiges Element für die Dekarbonisierung der Wärmeversorgung im Rahmen der Energiewende gelten zudem Niedertemperatur-Wärmenetze (insbesondere Fernwärmenetze der vierten Generation und Kalte Nahwärmesysteme).
Im Jahr 2013 deckten Erneuerbare Energien ca. 9 Prozent des gesamten deutschen Wärmebedarfs. Über 300.000 Holzpelletheizungen, knapp 500.000 Wärmepumpen und etwa 1,8 Millionen Solarthermieanlagen sind in bzw. auf deutschen Häusern installiert. Im Zuge der Energiewende soll dieser Anteil nach Zielen der Bundesregierung bis 2020 auf 14 Prozent erhöht werden und der Wärmebedarf von Gebäuden um 20 Prozent reduziert werden (gegenüber 2008). Bis zum Jahr 2050 soll der Gebäudebestand nahezu klimaneutral sein. Dazu müssen der Energieverbrauch der Gebäude adäquat gesenkt und gleichzeitig der Ausbau erneuerbarer Energien zur Wärmenutzung vorangetrieben werden. Allerdings verlief die Entwicklung zuletzt eher schleppend, bei einem von 2008 bis zuletzt 2013 sogar leicht gestiegenen Wärmebedarf. Nur eine von fünf Heizungen entspricht in Deutschland heute dem Stand der Technik. Die Investitionen in Erneuerbare Energien im Gebäudesektor sind sogar rückläufig, so das Bundesumweltministerium.
Studien sehen die größten Effizienzpotenziale im Gebäudebereich. "Demnach könnte der Endenergiebedarf für Raumwärme und Warmwasser bis 2050 um etwa 60 Prozent sinken." Wie stark einzelne Technologien zur Senkung des Energiebedarfs beitragen können und welche Rolle Erneuerbare-Wärme-Technologien zugedacht wird, ist Gegenstand unterschiedlicher Einschätzungen.
Unter günstigen politischen Rahmenbedingungen erwartet der Bundesverband Erneuerbare Energie laut Branchenprognose einen Anteil von 25 Prozent erneuerbarer Energien an der Wärmeversorgung bis 2020, was ca. 221 Terawattstunden Wärme entspricht. Hinzu kommt der im Wärmesektor verwendete Strom aus Erneuerbaren Energien (67 Terawattstunden). Damit würden jährlich CO2-Emissionen von ca. 57 Millionen Tonnen und Umweltschäden von ca. 4 Milliarden Euro vermieden sowie die volkswirtschaftlichen Kosten für Energieimporte um 16 Milliarden Euro reduziert. Nach Berechnungen des Deutschen Instituts für Wirtschaftsforschung können Investitionen im Wärmesektor von insgesamt 9 Milliarden Euro bis 2020 die Energiekosten um 11 Milliarden Euro verringern und 30.000 Arbeitsplätze schaffen. Die Kosten für fossile Energien hätten sich von 2002 bis 2012 auf rund 1 Billion Euro summiert. Nach Ansicht des Bundesverbands Erneuerbare Energie muss Kraft-Wärme-Kopplung ausgebaut werden, vor allem mit Biomasse und Geothermie sowie Wasserstoff aus Ökostrom, um die politisch angestrebten Ziele zur Reduktion von Kohlendioxid zu erreichen. Der Einsatz von Solarthermie und Wärmepumpen soll bis 2020 verdoppelt werden.

## Rechtliche Grundlagen
Die rechtlichen Rahmenbedingungen für erneuerbare Wärme sind im Erneuerbare-Energien-Wärmegesetz festgelegt, das am 1. Januar 2009 als Teil des Integrierten Energie- und Klimaprogramms in Kraft trat. Es führte erstmals eine Pflicht zur Verwendung von erneuerbaren Energien in Neubauten ein. Zweck des Gesetzes ist es, „im Interesse des Klimaschutzes, der Schonung fossiler Ressourcen und der Minderung der Abhängigkeit von Energieimporten eine nachhaltige Entwicklung der Wärme- und Kälteversorgung zu ermöglichen und die Weiterentwicklung der Technologien zur Nutzung erneuerbarer Energien zu fördern“.
Die EU-Richtlinie 2009/28/EG (Erneuerbare-Energien-Richtlinie) vom 23. April 2009 schreibt ebenfalls u. a. die Einführung einer Nutzungspflicht für erneuerbare Energien bei der Wärme- und Kälteerzeugung sowohl für Neubauten als auch unter bestimmten Voraussetzungen für den Gebäudebestand vor.
Im Jahr 2015 legte das Bundeswirtschaftsministerium eine Strategie für die Energieeffizienz von Gebäuden vor. Kritiker bemängeln, dass auch Heizungen auf Basis fossiler Energien gefördert werden sollen, obwohl der Ausbau der erneuerbaren Energien förderungswürdiger sei.
In der 2016 vorgelegten Cooling- and Heating-Strategie schlägt die EU-Kommission das Ende der Förderung von Öl- und Gasheizungen vor. Diese umfassen in Deutschland derzeit ca. zwei Milliarden Euro pro Jahr.

## Staatliche Förderung
In Deutschland werden über das CO2-Gebäudesanierungsprogramm vergünstigte Kredite für die energetische Sanierung von Gebäuden vergeben. In diesem Rahmen sind zwischen 2006 und 2013 ca. 3,4 Millionen Wohnungen saniert worden, was einem Investitionsvolumen von ca. 150 Milliarden Euro entspricht. Damit löste ein Euro staatliche Förderung private Investitionen von 12 Euro aus. Die Sanierungsquote liegt derzeit bei 1 Prozent. Das Bundesumweltministerium strebt eine Verdopplung der Quote an.
Das Marktanreizprogramm fördert die Umstellung fossil betriebener Heizungen auf Solarthermie, Bioenergie und Wärmepumpen. Über das Programm sind seit 2012 rund 1,5 Millionen Anlagen gefördert worden. Für das Jahr 2016 sieht die Bundesregierung Fördermittel in Höhe von 361,2 Millionen Euro vor (+5 Mio. gegenüber 2015, −7 Mio. gegenüber 2014). Branchenverbände sprechen sich dafür aus, die Fördermittel für die Umrüstung auf Wärmepumpen, Solaranlagen und Biomasseheizungen zu erhöhen, um die Fördermittel an die gestiegene Nachfrage anzupassen.
Der Bundesverband Erneuerbare Energie schlug 2017 die Reform der Energiesteuer mit CO2-Komponente vor, um Technologien zu fördern und die nationalen Klimaziele zu erfüllen.

## Kosten
Die günstigsten Möglichkeiten, die Wärmeversorgung klimaneutral zu gestalten, sind nach Sachverständigenrat für Umweltfragen aller Wahrscheinlichkeit nach die Solarthermie und Geothermie sowie die Nutzung von Wärmepumpenheizungen und Fernwärmesystemen; letzteres insbesondere um derzeit in die Umgebung abgegebene Industrieabwärme für Heizzwecke nutzbar machen zu können.
Privathaushalte können im Vergleich zu Ölheizungen Betriebskosten sparen, wie Vergleichsberechnungen belegen. Nach Angaben des Zentrums für Sonnenenergie- und Wasserstoff-Forschung Baden-Württemberg (ZSW) wurden im Jahr 2009 durchschnittlich 595 Euro je Haushalt an verbrauchsgebundenen Heizkosten eingespart, was Gesamtentlastungen von 2,56 Milliarden Euro im Vergleich zu fossil befeuerten Heizungen entsprach.
Nach Angaben der Agentur für Erneuerbare Energien belief sich der Kostenanteil für Heizöl auf 35 Prozent der gesamten Energiekosten eines typischen Privathaushalts (im Vergleich zu 25 Prozent für Strom, 40 Prozent für Treibstoffe). Die Heizölkosten haben sich demnach von 2000 bis 2013 verdoppelt. Erdgas hat sich im selben Zeitraum um 70 Prozent verteuert. Aufgrund steigender Öl- und Gaspreise lassen sich Wärmepumpen, Pelletheizungen und Solarwärmeanlagen demnach trotz höherer Anschaffungskosten wirtschaftlicher darstellen als Öl- und Gasheizungen, aufgrund niedrigerer verbrauchsgebundener Kosten. Dies bestätigen Berechnungen von ZDF WISO.
Die Importpreise für fossile Brennstoffe sanken zuletzt schneller als die Verbraucherpreise. Nach Angaben des Statistischen Bundesamtes sanken die Importpreise für Brennstoffe 2014 um 10 % gegenüber 2013 (Erdgas: 13,8 %, Rohöl: 9 %). Der Verbraucherpreis für Gas blieb hingegen relativ stabil bei durchschnittlich 6,7 Cent pro kWh (2013: 6,8 Cent). Der Preis für Holzpellets sank hingegen nach Angaben des Deutschen Energieholz- und Pellet-Verbands e.V. (DEPV) im Jahr 2014 um 6 % (auf 258 Euro pro Tonne), der Preis für Biogas sank laut Bundesnetzagentur um 9 % (auf 6,44 Cent in 2013). Erneuerbare Wärme erreichte 2013 einen Anteil von 11,7 Prozent an der Wärmebereitstellung privater Haushalte.